# 瀧澤謙太
瀧澤 謙太（たきざわ けんた、1994年11月16日 - ）は、日本の男性総合格闘家。神奈川県横浜市出身。日本大学文理学部体育学科卒業。Fired Up Gym代表。元PANCRASEバンタム級ランキング1位（2019）。

## 経歴
空手家である父親の影響で空手を習い始める。小学校6年間は新極真会の木元道場で大人に交ざって練習漬けの日々を送り、3年生の時には全国3位という成績を残す。中学に入学すると空手との掛け持ちができるハンドボール部に入部。センスと身体能力の高さで1年生の終わりにはレギュラーに選ばれ、中学時代はハンドボールに専念。中学卒業時、勝村周一朗が主宰するリバーサルジム横浜グランドスラムに入会した。
高校時代は、「以前習っていた空手をもう一度やるか、総合格闘技を始めるか？」で最初は悩んだが、「空手のような立ち技格闘技をやっても柔道エリートにはどうやっても勝てない。だからどうせ格闘技をやるのであれば、何でもありの競技をやるべきだ」と考え、総合格闘技を選んだ。そして、総合格闘家になるためにレスリング部に所属した。高校卒業後は、リバーサルジム東京スタンドアウトに移籍し、本格的に総合格闘技の練習を始めた。
2014年5月、TTF CHALLENGEで古間木崇宏戦でプロデビューを果たす。2RにパウンドによるTKO負け。
2戦目以降は、PANCRASEを中心に9勝3敗（9勝のうち7試合がKO勝利）の戦績を上げ、CORO・北田俊亮・ハルク大城・TSUNEなどに勝利してPANCRASE暫定王者戦まで勝ち進んだ。
2019年3月17日、PANCRASE 303のバンタム級キングオブパンクラス タイトルマッチでバンタム級暫定王者ハファエル・シウバに挑戦し、1Rにリアネイキドチョークで一本負け。
2019年11月10日、PANCRASE 310で石井逸人と対戦し、右飛び膝蹴りでダウンを奪い、パウンドでTKO勝ち。

### RIZIN
2020年9月27日、RIZINと初参戦となったRIZIN.24にてPANCRASEバンタム級1位の金太郎と対戦し、3Rにダウンを奪い判定勝利。
2020年11月21日、RIZIN.25で修斗フライ級王者の扇久保博正と対戦し、3Rに劣勢となり判定負け。
2020年12月31日、RIZIN.26で元修斗環太平洋フェザー級王者の佐々木憂流迦と対戦し、3R判定負け。
2021年6月27日、RIZIN.29のバンタム級JAPANグランプリ1回戦で元DEEPフェザー級王者の今成正和と対戦し、今成の足関節を徹底して避ける戦法で3-0の判定勝ちを収めた。
2021年9月19日、RIZIN.30のバンタム級JAPANグランプリ2回戦で元DEEP2階級制覇王者の元谷友貴と対戦し、左フックでダウンを奪い、スタンドパンチ連打で1R TKO勝ちを収めた。
2021年12月31日、RIZIN.33のバンタム級JAPANグランプリ準決勝で前RIZINバンタム級王者の朝倉海と対戦し、0-3の判定負けを喫した。
2022年12月31日、RIZIN.40で井上直樹と対戦し、2Rにストレートアームバーで一本負けを喫した。なお、両者の対戦は同年7月31日のRIZIN.37で組まれていたが、井上の怪我により延期となっていた。その間にRIZINが瀧澤に別の対戦相手を用意する提案をしたが、滝澤は井上の復帰を待つ選択をしていた。
2023年7月30日、超RIZIN.2でレスリングリオ五輪銀メダリストの太田忍と対戦し、1Rにスタンドバックの体勢を取られてパンチを連打された際に、瀧澤の上半身が場外に出た状態が続いたことでJMOCのレフェリー判断によりTKO負けとなった。試合後インタビューでは「打撃を避けた際に押し込みがあったので頭が出てしまったけど、故意に出たわけではないです。ダメージも全然無かったですし、せめてイエローカードだったと思うので、あれで負けは僕の中では納得がいっていないですね」と、レフェリーが事前に口頭注意をせず、警告・カードも出さずにいきなり試合を止めたことに対して不満の意を表した。その後、JMOC審判団に抗議文を提出するのかと質問されると、「負けは負けで認めます。抗議はしません」とした。
2024年2月24日、RIZIN LANDMARK 8で野瀬翔平と対戦し、2Rにグラウンド状態での肘打ちの連打でTKO負けを喫した。
2024年7月14日、DEEP 120 IMPACTでCOROと再戦し、1Rに左フックでダウンを奪って3-0の判定勝ちを収めた。
2024年9月16日、DEEP 121 IMPACTでDEEPバンタム級王座決定戦を行いDEEPフライ級王者の福田龍彌と対戦。序盤は僅かに優位に戦っていたが膝蹴りを出した際に右フックを受けて1R KO負けを喫し、王座戴冠とはならなかった。

## 人物
- RIZIN公式YouTube chより、瀧澤謙太の密着動画『Preparation』（2021）[映像 1]

## 戦績
| 総合格闘技 戦績 | 総合格闘技 戦績 | 総合格闘技 戦績 | 総合格闘技 戦績 | 総合格闘技 戦績 | 総合格闘技 戦績 | 総合格闘技 戦績 |
| --------------- | --------------- | --------------- | --------------- | --------------- | --------------- | --------------- |
| 27 試合         | (T)KO           | 一本            | 判定            | その他          | 引き分け        | 無効試合        |
| 14 勝           | 9               | 0               | 5               | 0               | 0               | 0               |
| 13 敗           | 7               | 2               | 4               | 0               | 0               | 0               |

| 勝敗 | 対戦相手                 | 試合結果                                  | 大会名                                                                | 開催年月日     |
| ×    | 平松翔                   | 1R 4:56 TKO（右フック→パウンド）          | DEEP 124 IMPACT                                                       | 2025年3月15日  |
| ×    | 福田龍彌                 | 1R 4:19 KO（右フック）                    | DEEP 121 IMPACT 【DEEPバンタム級王座決定戦】                          | 2024年9月16日  |
| ○    | CORO                     | 5分3R終了 判定3-0                         | DEEP 120 IMPACT                                                       | 2024年7月14日  |
| ×    | 野瀬翔平                 | 2R 2:48 TKO（グラウンドエルボー）         | RIZIN LANDMARK 8                                                      | 2024年2月24日  |
| ×    | 太田忍                   | 1R 4:54 TKO（スタンドパンチ連打）         | 超RIZIN.2                                                             | 2023年7月30日  |
| ×    | 井上直樹                 | 2R 3:53 ストレートアームバー              | RIZIN.40                                                              | 2022年12月31日 |
| ×    | 朝倉海                   | 5分3R終了 判定0-3                         | RIZIN.33 【RIZINバンタム級JAPANグランプリ準決勝】                     | 2021年12月31日 |
| ○    | 元谷友貴                 | 1R 2:27 TKO（スタンドパンチ連打）         | RIZIN.30 【RIZINバンタム級JAPANグランプリ2回戦】                      | 2021年9月19日  |
| ○    | 今成正和                 | 5分3R終了 判定3-0                         | RIZIN.29 【RIZINバンタム級JAPANグランプリ1回戦】                      | 2021年6月27日  |
| ×    | 佐々木憂流迦             | 5分3R終了 判定0-3                         | RIZIN.26                                                              | 2020年12月31日 |
| ×    | 扇久保博正               | 5分3R終了 判定0-3                         | RIZIN.25                                                              | 2020年11月21日 |
| ○    | 金太郎                   | 5分3R終了 判定2-1                         | RIZIN.24                                                              | 2020年9月27日  |
| ○    | 石井逸人                 | 3R 1:59 TKO（右跳び膝蹴り→パウンド）      | PANCRASE 310                                                          | 2019年11月10日 |
| ×    | ハファエル・シウバ       | 1R 3:22 チョークスリーパー                | PANCRASE 303 【バンタム級暫定キング・オブ・パンクラスタイトルマッチ】 | 2019年3月17日  |
| ○    | TSUNE                    | 2R 2:03 TKO（グラウンドパンチ）           | PANCRASE 297                                                          | 2018年7月1日   |
| ○    | ハルク大城               | 2R 2:05 TKO（グラウンドパンチ）           | PANCRASE 294                                                          | 2018年3月11日  |
| ×    | アレッシャンドリ・シルニ | 2R 3:36 TKO（ドクターストップ：鼻の負傷） | PANCRASE 291                                                          | 2017年11月12日 |
| ○    | 北田俊亮                 | 2R 0:46 TKO（右フック→パウンド）          | PANCRASE 289                                                          | 2017年8月20日  |
| ○    | 神田T800周一             | 3分3R終了 判定3-0                         | PANCRASE 286                                                          | 2017年4月23日  |
| ×    | 佐久間健太               | 5分3R終了 判定0-3                         | PANCRASE 282                                                          | 2016年11月13日 |
| ○    | ルイ・サノデキス         | 5分3R終了 判定3-0                         | PANCRASE 278                                                          | 2016年6月12日  |
| ×    | アラン“ヒロ”ヤマニハ     | 2R 3:44 TKO（グラウンドパンチ）           | PANCRASE 275                                                          | 2016年1月31日  |
| ○    | CORO                     | 2R 2:59 TKO（グラウンドパンチ）           | PANCRASE 270                                                          | 2015年10月4日  |
| ○    | 統好                     | 1R 1:20 TKO（グラウンドパンチ）           | PANCRASE 268                                                          | 2015年7月5日   |
| ○    | 飯嶋重樹                 | 1R 1:50 TKO（スタンドパンチ連打）         | PANCRASE 266                                                          | 2015年4月26日  |
| ○    | 山本哲也                 | 2R 4:16 TKO（コーナーストップ）           | TTF CHALLENGE 02                                                      | 2014年9月3日   |
| ×    | 古間木崇宏               | 2R 3:50 TKO（グラウンドパンチ）           | TTF CHALLENGE 01                                                      | 2014年5月25日  |

### 試合映像
1. ↑  『【試合映像】金太郎 vs. 瀧澤謙太 / Kintaro vs. Kenta Takizawa - RIZIN.24』RIZIN公式YouTubeチャンネル、2020年。
2. ↑  『【試合映像】扇久保博正 vs. 瀧澤謙太 / Hiromasa Ougikubo vs. Kenta Takizawa - RIZIN.25』RIZIN公式YouTubeチャンネル、2020年。
3. ↑  『【試合映像】佐々木憂流迦 vs. 瀧澤謙太 / Ulka Sasaki vs. Kenta Takizawa - RIZIN.26』RIZIN公式YouTubeチャンネル、2020年。
4. ↑  『【試合映像】瀧澤謙太 vs. 今成正和 / Kenta Takizawa vs. Imanari Masakazu - RIZIN.29』RIZIN公式YouTubeチャンネル、2021年。
5. ↑  『【試合映像】元谷友貴 vs. 瀧澤謙太 / Yuki Motoya vs. Kenta Takizawa - RIZIN.30』RIZIN公式YouTubeチャンネル、2021年。
6. ↑  『【試合映像】朝倉海 vs. 瀧澤謙太 / Kai Asakura vs. Kenta Takizawa - RIZIN.33』RIZIN公式YouTubeチャンネル、2021年。2023年12月23日閲覧。
7. ↑  『【試合映像】井上直樹 vs 瀧澤謙太 / Naoki Inoue vs. Kenta Takizawa - RIZIN.40』RIZIN公式YouTubeチャンネル、2022年。
8. ↑  『【番組】RIZIN CONFESSIONS #129（※番組内で試合映像。瀧澤謙太と太田忍による試合振り返りドキュメンタリー番組）』RIZIN公式YouTubeチャンネル、2023年。
9. ↑  『【試合映像】瀧澤謙太 vs 野瀬翔平 / Kenta Takizawa vs. Shohei Nose - RIZIN LANDMARK 8 in SAGA』2024年。
10. ↑  『【試合映像】CORO vs 瀧澤 謙太』DEEP 公式チャンネル、2024年。

### 補足映像
1. ↑  『【番組】RIZIN CONFESSIONS #59（※番組内で試合映像。扇久保博正と瀧澤謙太による試合振り返りドキュメンタリー番組）』RIZIN公式YouTubeチャンネル、2020年。
2. ↑  『【番組】RIZIN CONFESSIONS #65（※番組内で試合映像。佐々木憂流迦と瀧澤謙太による試合振り返りドキュメンタリー番組）』RIZIN公式YouTubeチャンネル、2021年。
3. ↑  『【番組】RIZIN CONFESSIONS #76（※番組内で試合映像。瀧澤謙太と今成正和による試合振り返りドキュメンタリー番組）』RIZIN公式YouTubeチャンネル、2021年。
4. ↑  『【番組】RIZIN CONFESSIONS #80（※番組内で試合映像。瀧澤謙太と元谷友貴による試合振り返りドキュメンタリー番組）』RIZIN公式YouTubeチャンネル、2021年。
5. ↑  『【番組】RIZIN CONFESSIONS #88（※番組内で試合映像。朝倉海と瀧澤謙太による試合振り返りドキュメンタリー番組）』RIZIN公式YouTubeチャンネル、2021年。
6. ↑  『【番組】RIZIN CONFESSIONS #117（※番組内で試合映像。井上直樹と瀧澤謙太による試合振り返りドキュメンタリー番組）』RIZIN公式YouTubeチャンネル、2022年。
7. ↑  『【番組】RIZIN CONFESSIONS #144（※番組内で試合映像。瀧澤謙太と野瀬翔平による試合振り返りドキュメンタリー番組）』RIZIN公式YouTubeチャンネル、2024年。

### 映像資料
1. ↑  『【密着】Preparation | 瀧澤謙太 / Kenta Takizawa - RIZIN.33 ~ presented by OUTLIER ~』RIZIN公式YouTubeチャンネル、2021年。